# Новая Андреевка (Ульяновская область)
Новая Андреевка — деревня Павловском районе Ульяновской области. Входит в состав Шаховского сельского поселения. 

## География
Находится на расстоянии примерно 15 километров по прямой на восток-юго-восток от районного центра поселка Павловка.

## Население
Население составляло 182 человека в 2002 году (русские 93%), 166 по переписи 2010 года.
- Родина Героя Советского Союза Викулова Павла Ивановича.